# Lucette Lagnado
Lucette Lagnado (Kairó, Egyiptom, 1956. szeptember 19. – New York, 2019. július 10.), amerikai újságírónő, író, a The Wall Street Journal riportere, Sami Rohr-díjas memoáríró.

## Életútja
Családja a multikulturális, többnyelvű egyiptomi zsidó közösség tagja volt, amíg Izrael megalakulását és az első arab-izraeli háborút követően a Nasszer-rezsim emigrációra nem kényszerítette őket és közösségüket. Mint a muszlim országokból elűzött több százezer levantei, keleti zsidó, az ő családja is a franciaországi elosztóhelyeken várakozott közel két évig, míg befogadó országra talált. Családja egy része Izraelben, szülei, testvérei és ő végül Brooklynban telepedtek le.
Könyvei nemzetközi sikert arattak. Az elsőt Sheila Cohn Dekkellel közösen írta, amely dokumentumok és a túlélőkkel készített interjúk alapján rekonstruálja a Mengele áldozataivá vált ikrek mindennapjait, sorsát. (Children of the Flames: Dr. Josef Mengele and the Untold Story of the Twins of Auschwitz // A lángok gyermekei: Dr. Joseph Mengele és az auschwitzi ikrek el nem mondott története).
Családja múltját feldolgozó memoárja, The Man in the White Sharkskin Suit (Férfi, elegáns hófehér öltönyben) 2008-ban Sami Rohr-díjban részesült. Ebben bemutatja a II. világháború előtti és alatti Kairó multikulturális, kozmopolita világát, majd elbeszéli a megfélemlítés, az elűzetés történetét, a kultúraváltás keserveit, amelyet a vagyonuktól, gyökereiktől, közösségüktől megfosztott emberek átéltek. E kötet fókuszában az apa és az apai család áll, míg a 2011-ben megjelent második részben a nőalakok kerülnek előtérbe. Ebben az édesanyja sorsát és a saját felnőtté válásának történetét beszéli el (The Arrogant Years: One Girl's Search for Her Lost Youth, from Cairo to Brooklyn // Öntudatos évek: Egy lány elveszett ifjúságát keresi Kairótól Brooklynig).

## Művei
- Children of the Flames: Dr. Josef Mengele and the Untold Story of the Twins of Auschwitz (A lángok gyermekei: Dr. Joseph Mengele és az auschwitzi ikrek el nem mondott története) Társszerző Sheila Cohn Dekel, New York: William Morrow and Company, Inc., 1991
- The Man in the White Sharkskin Suit (Férfi, elegáns hófehér öltönyben), memoár, Ecco/HarperCollins, 2007
- The Arrogant Years: One Girl's Search for Her Lost Youth, from Cairo to Brooklyn (Öntudatos évek: Egy lány elveszett ifjúságát keresi Kairótól Brooklynig) memoár, Ecco/HarperCollins, 2011

## Elismerések, díjak
- Sami Rohr Prize for Jewish Literature
- Mike Berger Award
- Newswomen’s Club of New York Front Page Awards (Háromszor nyerte el)

## Bibliográfia
- Malka Hillel Shulewitz, The Forgotten Millions: The Modern Jewish Exodus from Arab Lands, Continuum, 2001
- Racheline Barda. The modern Exodus of the Jews of Egypt. Sydney, 2006
- Lewis, Bernard The Jews of Islam.Princeton. Princeton, Princeton University Press. 1984
- Stillman, Norman Jews of Arab Lands in Modern Times. Jewish Publication Society, Philadelphia. 2003